# Saint-Christophe-du-Bois
 Saint-Christophe-du-Bois  es una población y comuna francesa, en la región de Países del Loira, departamento de Maine y Loira, en el distrito de Cholet y cantón de Cholet-3.

## Demografía
| 987 | 1029 | 1302 | 1885 | 2282 | 2501 |
| Para los censos de 1962 a 1999 la población legal corresponde a la población sin duplicidades (Fuente: INSEE [Consultar]) |      |      |      |      |      |